# Hawangdi
Hawangdi (en népalais : ह्वाङ्दी) est un comité de développement villageois du Népal situé dans le district de Gulmi. Au recensement de 2011, il comptait 2 058 habitants.